# Nicolas Cozza
Nicolas Louis Marcel Cozza (Ganges, 8 januari 1999) is een Frans voetballer die doorgaans als linksback speelt. Hij verruilde Montpellier HSC in januari 2023 voor VfL Wolfsburg.

## Clubcarrière
Cozza werd in 2010 opgenomen in de jeugdopleiding van Montpellier HSC. Hij tekende hier op 4 juni 2017 zijn eerste profcontract. Hij maakte op 19 november 2017 zijn debuut in de Ligue 1, tegen Olympique Lyon. Zijn eerste doelpunt in de Franse competitie volgde op 12 mei 2018, tegen Troyes. Cozza fungeerde in zijn eerste twee seizoenen bij Montpellier voornamelijk als reservespeler. Hij begon 2019/20 als basisspeler, maar liep in november een kruisbandblessure op. Die maakte voor hem meteen een einde aan dat seizoen. Toen hij terugkeerde, wisselde hij een jaar lang basisplaatsen af met reservebeurten. Cozza werd in 2021/22 een onbetwiste basisspeler bij Montpellier.
Cozza tekende in januari 2023 voor 4,5 jaar bij VfL Wolfsburg.

## Interlandcarrière
Cozza speelde voor alle Franse nationale jeugdselecties vanaf Frankrijk –18. Hij nam met Frankrijk –19 deel aan het EK –19 van 2018 en met Frankrijk –20 aan het WK –20 van 2019. Hij maakte ook deel uit van Frankrijk –21 op het EK –21 van 2021, maar kwam daarop zelf niet in actie.